# Alstroemeria plantaginea
Alstroemeria plantaginea es una especie fanerógama, herbácea, perenne y rizomatosa perteneciente a la familia de las alstroemeriáceas. Se halla distribuida en el estado Bolívar de Venezuela y en el oeste de Brasil. Es un geófito tuberoso y crece principalmente en el bioma tropical estacionalmente seco. 

## Taxonomía
Alstroemeria plantaginea fue descrita por Johann Jakob Roemer y Josef August Schultes, y publicado en Syst. Veg., ed. 15[bis]. 7: 737 (1829).
Etimología
Alstroemeria: nombre genérico que fue nombrado en honor del botánico sueco barón Clas Alströmer (Claus von Alstroemer) por su amigo Carlos Linneo.
plantaginea: epíteto que hace referencia al parecido al plátano y se deriva del Latín planta, que se refiere a la planta del pie.

## Descripción
A. plantaginea es una planta perenne de 60 a 120 centímetros (23,6 a 47,2 plg) de altura con tallos angulares y glabros. Las hojas se congestionan en los ápices del tallo, son resupinadas, con ápice agudo y base atenuada. La inflorescencia es en forma de umbela. Las flores son de color rojo a naranja, de hasta 3,5 centímetros (1,4 plg) de largo con tépalos externos de obovados a espatulados, sin manchas.